# Young Sinners
Pour plus de détails, voir Fiche technique et Distribution.
Young Sinners est un film américain réalisé par John G. Blystone et sorti en 1931.

## Fiche technique
- Réalisation : John G. Blystone
- Production : Fox Film Corporation
- Scénario : William M. Conselman, Elmer Harris
- Image : John F. Seitz
- Lieu de tournage : Floride
- Montage : Ralph Dixon
- durée : 79 minutes

## Distribution
- Thomas Meighan : Tom McGuire
- Hardie Albright : Gene Gibson
- Dorothy Jordan : Constance Sinclair
- Cecilia Loftus : Mme Sinclair
- James Kirkwood : John Gibson
- Edmund Breese : Trent
- Lucien Prival : Baron von Konitz
- Arnold Lucy : Majordome
- Nora Lane : Maggie McGuire
- Joan Castle : Sue
- John Arledge : Jimmy
- Edward J. Nugent : Bud
- Yvonne Pelletier : Madge
- Steve Pendleton : Reggie